# Malika Mokeddem
Pour les articles homonymes, voir Malika.
Œuvres principales
- Les hommes qui marchent
- l'interdite
- Des rêves et des assassins

Compléments
- la transe des insoumis
- N'zid
- Le siècle des sauterelles
- Je dois tout à ton oubli
- Mes hommes
- La nuit de la lézarde

Malika Mokeddem, née le 5 octobre 1949 à Kenadsa en Algérie, est une écrivaine franco-algérienne.

## Biographie
Elle est née en 1949 à Kenadsa au sein d'une famille saharienne, vivant modestement  dans l'extrême sud de l'Algérie. Elle effectue des études à Oran, puis à Paris. Devenue médecin, spécialiste en néphrologie, elle s'installe à Montpellier en 1979,.
Malika Mokeddem acquiert la nationalité française en 1982. Elle arrête l'exercice de sa profession en 1985 pour se consacrer à la littérature. Dans le sillage d’Assia Djebar, elle s'illustre parmi les auteures d'origine algérienne et d'expression française,.
Elle obtient le Prix Littré en 1991 pour Les hommes qui marchent édité par Ramsey. L'héroïne de ce récit, Leïla, aînée d'une fratrie, se bat pour pouvoir poursuivre des études et intégrer la faculté de médecine. Comme Leïla, ou Sultana, l'héroïne de son roman L'interdite, Malika Mokeddem ne cesse de se battre pour que toutes les femmes puissent étudier et être libérées de l'oppression qu'elles subissent de la part des hommes. Ses livres sont animés par l'amour et la violence avec lesquels elle mène ce combat. La transe des insoumis, un ouvrage paru en 2003, est également remarqué par son propre parcours, contant la rupture avec sa famille, qui lui préparait un avenir de femme au foyer et un mariage, la rupture avec l'Algérie de la décennie noire, la rupture avec un mari après dix-sept ans de vie commune.

## Citation
« Écrire c'est gagner une page de vie, c'est reprendre un empan de souffle à l'angoisse, c'est retrouver, au-dessus du trouble et du désarroi, un pointillé d'espoir. L'écriture est le nomadisme de mon esprit, dans le désert de ses manques, sur les pistes sans autre issue de la nostalgie, sur les traces de l'enfance que je n'ai jamais eue. »

## Principales publications
- Les Hommes qui marchent (Ramsay, 1990)
- Le Siècle des sauterelles (Ramsay, 1992)
- L'interdite (Grasset, 1993), Prix Méditerranée des lycéens 1994[7].
- Des rêves et des assassins (Grasset, 1995)
- La Nuit de la lézarde (Grasset, 1998)
- N'zid (Seuil, 2001)
- La transe des insoumis (Grasset, 2003)
- Mes hommes (Grasset, 2005)
- Je dois tout à ton oubli (Grasset, 2008)
- La désirante (Grasset, 2011)